# Phthoracma blanda
Phthoracma blanda är en fjärilsart som beskrevs av Edward Meyrick 1921. Phthoracma blanda ingår i släktet Phthoracma och familjen stävmalar. Inga underarter finns listade i Catalogue of Life.